# چگالی تابش
چگالی تابش (در فیزیک) برابر است با انرژی عبورکرده از واحد سطح در واحد زمان.

## واحد فیزیکی
در جدول زیر با عنوان پرتو افکنی نشان داده شده است.
| کمیت                  | نماد     | یکا(ها) در اس‌آی                                                  | نماد یکا(ها)                  | یادداشت                                                                                              |
| --------------------- | -------- | ---------------------------------------------------------------- | ----------------------------- | --- |
| انرژی تابشی           | Q        | ژول                                                              | J                             | انرژی                                                                                                |
| شار تابشی             | Φ        | وات                                                              | W                             | توان تابشی که همچنین انرژی تابشی بر یکای زمان نامیده می‌شود                                           |
| نیرومندی تابش         | I        | وات بر استرادیان                                                 | W·sr−1                        | توان بر زاویه فضایی                                                                                  |
| تابش                  | L        | وات بر استرادیان بر متر مربع                                     | W·sr−1·m−2                    | توان بر یکای زاویه فضایی بر یکای پیش‌بینی شده مساحت مبدا. که در برخی رشته‌های تحصیلی شدت خوانده می‌شود. |
| پرتو افکنی-چگالی تابش | E, I     | وات بر متر مربع                                                  | W·m−2                         | توان بر سطح بعضی وقت‌ها به اشتباه "شدت" خوانده می‌شود.                                                 |
| پرتو افکنی            | M        | وات بر متر مربع                                                  | W·m−2                         | توان بیرون آمده از سطح.                                                                              |
| تابش-رادیوسیتی        | J یا Jλ  | وات بر متر مربع                                                  | W·m−2                         | نور منتشر شده به‌اضافه بازتاب توان بیرون آمدن از سطح                                                  |
| تابش طیفی             | Lλ یا Lν | وات بر استرادیان بر متر۳ یا وات بر استرادیان بر متر مربع بر هرتز | W·sr−1·m−3 یا W·sr−1·m−2·Hz−1 | عموما بدین صورت اندازه‌گیری می‌شود: W·sr−1·m−2·nm−1                                                    |
| پرتو افکنی طیفی       | Eλ یا Eν | وات بر متر۳ یا وات بر متر مربع بر هرتز                           | W·m−3 یا W·m−2·Hz−1           | عموما بدین صورت اندازه‌گیری می‌شود: W·m−2·nm−1                                                         |

## لینک ها
- واژگان فیزیک لیزر در شبکه رشد (شبکه ملی مدارس)